# 穆斯塔法·达厄斯坦勒
穆斯塔法·达厄斯坦勒（土耳其語：Mustafa Dağıstanlı，1931年4月11日—2022年9月18日），土耳其男子自由式摔跤运动员。他曾代表土耳其参加1956年和1960年夏季奥林匹克运动会摔跤比赛，获得二枚金牌。